# Ladorudz (powiat kolski)
Ladorudz – wieś w Polsce położona w województwie wielkopolskim, w powiecie kolskim, w gminie Dąbie.
W latach 1975–1998 miejscowość należała administracyjnie do województwa konińskiego.
Zobacz też: Ladorudz, Ladorudzek